# Lights On
Lights On è un brano musicale della cantante dubstep inglese Katy B, estratto il 19 dicembre 2010 come terzo singolo dal suo album di debutto On a Mission e promosso dall'etichetta discografica Columbia.
Il singolo è entrato alla quarta posizione della classifica britannica, nella quale è rimasto per quattordici settimane consecutive. È entrato in classifica anche nelle Fiandre, dove ha raggiunto l'undicesima posizione.

## Tracce
Download digitale
1. Lights On - 3:25
2. Lights On (Skream Remix) - 4:03

## Classifiche
| Classifica (2011) | Posizione massima |
| ----------------- | ----------------- |
| Belgio (Fiandre)  | 11                |
| Belgio (Vallonia) | 75                |
| Regno Unito       | 4                 |

### Classifiche di fine anno
| Classifica (2011) | Posizione |
| ----------------- | --------- |
| Belgio (Fiandre)  | 80        |